# Brug 800
Brug 800 was een kunstwerk in Amsterdam-Zuid.
De brug werd in 1980/1981 gebouwd naar een ontwerp van Dirk Sterenberg van de Dienst der Publieke Werken. De brug werd noodzakelijk geacht voor de verlenging van tramlijn 4. Deze tramlijn kreeg een nieuw eindpunt. Ze had tot dan toe haar eindpunt op het Europaplein. Door de komst van de eerste versie van Station Amsterdam RAI (een kopstation) werden de rails verder gelegd tot op de noordkant van het dijklichaam waarop ook het spoorstation lag. Daartoe moest de tram over een voet- en wandelpad heen. In verband met de scheiding snel en langzaam verkeer werd er gekozen om een viaduct over het voet- en fietspad te leggen. Vanwege de flauwe bocht voor de tram, kwam het viaduct scheef over de paden te leggen. Ze had een lengte van ongeveer elf meter en een breedte van zes meter.
Sinds de komst van genoemd station kende het gebied rondom Station RAI weinig rust. Er werd gebouwd aan de Ringweg-Zuid, daarna het nieuwe Station RAI (een doorgaand station in 1993) en de komst van Metro/sneltramlijn 51 (1990) en Metrolijn 50 (1997). Bij al die verbouwingen sneuvelde deze brug al snel. Tramlijn 4 kreeg in 1988 een nieuwe eindhalte aan de zuidkant van het station met een keerlus in het Drentepark.    
<<< · 801 · 802 · 803 · 804 · 805 · 808 · 811 · 812 · 813 · 814 · 815 · 816 · 817 · 818 · 819 · 820 · 821 · 822 · 823 · 824 · 825 · 826 · 827 · 828 · 829 · 830 · 831 · 832 · 833 · 834 · 835 · 836 · 837 · 838 · 839 · 840 · 841 · 842 · 844 · 845 · 846 · 848 · 849 · 850 ·  854 · 856 · 857 · 858 · 859 · 860 · 863 · 864 · 865 · 866 · 867 · 868 · 869 · 870 · 871 · 872 · 873 · 875 · 876 · 877 · 889 · 890 · 891 · 892 · 893 · 895 · 896 · 897 · 898 · 899 · >>>
Brugnummers 800, 806, 807, 809, 810, 843 (gesloopt, Uilenstede, Amstelveen), 847 (Uilenstede, Amstelveen) , 851 (gesloopt, Dirk Sterenberg), 852 (gesloopt, Dirk Sterenberg), 853 (gesloopt, Dirk Sterenberg), 855, 861, 862, 874, 878, 879, 880, 881, 882, 883, 884, 885, 886, 887, 888, 894 zijn niet (meer) vergeven.